# 1981 a jogalkotásban
1981-ben az alábbi jogszabályokat alkották meg:

## Magyarország

### Törvények (3)
- 1981. évi I. törvény 	 az államigazgatási eljárás általános szabályairól szóló 1957. évi IV. törvény módosításáról és egységes szövegéről
- 1981. évi II. törvény 	 a Magyar Népköztársaság 1980. évi költségvetésének és a tanácsok 1976–1980. évi pénzügyi tervének végrehajtásáról
- 1981. évi III. törvény 	 a Magyar Népköztársaság 1982. évi költségvetéséről

### Törvényerejű rendeletek (33)
- Forrás: Törvényerejű rendeletek teljes listája (1949 - 1989)
- 1981. évi 1. törvényerejű rendelet 	 a mikroorganizmusok szabadalmi eljárás céljából történő letétbe helyezése nemzetközi elismeréséről szóló Budapesti Szerződés kihirdetéséről
- 1981. évi 2. törvényerejű rendelet 	 a Belgrádban, 1963. február 20-án aláírt magyar-jugoszláv Konzuli Egyezmény kiegészítéséről Budapesten, 1980. június 5-én aláírt Egyezmény kihirdetéséről
- 1981. évi 3. törvényerejű rendelet 	 az állategészségügyről
- 1981. évi 4. törvényerejű rendelet a munka törvénykönyve módosításáról
- 1981. évi 5. törvényerejű rendelet 	 az anyakönyvekről és a házasságkötési eljárásról szóló 1963. évi 33. törvényerejű rendelet módosításáról
- 1981. évi 6. törvényerejű rendelet 	 a Magyar Népköztársaság Kormánya és a Lengyel Népköztársaság Kormánya között Varsóban, az 1968. évi október hó 31. napján aláírt kulturális és tudományos együttműködési egyezmény kihirdetéséről szóló 1970. évi 8. törvényerejű rendelet hatályon kívül helyezéséről
- 1981. évi 7. törvényerejű rendelet 	 a Duna halászati hasznosítására vonatkozólag Bukarestben, 1958. január hó 29. napján kötött és az 1962. évi 9. törvényerejű rendelettel kihirdetett egyezmény 17. Cikkének módosításáról Bukarestben, 1979. június 29-én aláírt Jegyzőkönyv kihirdetéséről
- 1981. évi 8. törvényerejű rendelet 	 a polgári repülésről
- 1981. évi 9. törvényerejű rendelet 	 a középfokú oktatási intézményekről szóló 1965. évi 24. törvényerejű rendelet kiegészítéséről
- 1981. évi 10. törvényerejű rendelet 	 a Magyar Népköztársaság és az Olasz Köztársaság között Budapesten, az 1977. évi május hó 26. napján aláírt, a kiadatásról és a bűnügyi jogsegélyről szóló egyezmény kihirdetéséről
- 1981. évi 11. törvényerejű rendelet 	 a Magyar Népköztársaság és az Olasz Köztársaság között Budapesten, az 1977. évi május hó 26. napján aláírt, a kölcsönös polgári jogsegélyről szóló egyezmény kihirdetéséről
- 1981. évi 12. törvényerejű rendelet 	 a Magyar Népköztársaság és a Kambodzsai Népköztársaság között Budapesten, 1980. november 27-én aláírt konzuli egyezmény kihirdetéséről
- 1981. évi 13. törvényerejű rendelet 	 a Kölcsönös Gazdasági Segítség Tanácsa Alapokmányának módosítása tárgyában Moszkvában, 1979. június 28-án aláírt Jegyzőkönyv kihirdetéséről
- 1981. évi 14. törvényerejű rendelet 	 a szövetkezetekre vonatkozó egyes rendelkezések módosításáról
- 1981. évi 15. törvényerejű rendelet 	 a gazdasági munkaközösségekről
- 1981. évi 16. törvényerejű rendelet 	 a kisiparról szóló 1977. évi 14. törvényerejű rendelet módosításáról
- 1981. évi 17. törvényerejű rendelet 	 a társadalombiztosításról szóló 1975. évi II. törvény módosításáról
- 1981. évi 18. törvényerejű rendelet 	 a Magyar Népköztársaság minisztériumainak felsorolásáról szóló 1973. évi IV. törvény módosításáról
- 1981. évi 19. törvényerejű rendelet 	 a muzeális emlékek védelméről szóló 1963. évi 9. törvényerejű rendelet módosításáról és kiegészítéséről
- 1981. évi 20. törvényerejű rendelet 	 az állami vállalatokról szóló 1977. évi VI. törvény módosításáról
- 1981. évi 21. törvényerejű rendelet 	 a Magyar Népköztársaság és a Görög Köztársaság között Budapesten, az 1979. október hó 8. napján aláírt, a polgári és bűnügyi jogsegélyről szóló szerződés kihirdetéséről
- 1981. évi 22. törvényerejű rendelet 	 a Magyar Népköztársaság és az Osztrák Köztársaság között Bécsben, az 1976. évi május hó 19. napján aláírt kulturális és tudományos együttműködési egyezmény kihirdetéséről
- 1981. évi 23. törvényerejű rendelet 	 a Magyar Népköztársaság Kormánya és a Belga Királyság Kormánya között a kereskedelmi járművekkel végzett közúti személy- és árufuvarozás tárgyában Brüsszelben, 1967. évi március hó 20. napján aláírt Megállapodás módosításának kihirdetéséről
- 1981. évi 24. törvényerejű rendelet 	 a Magyar Népköztársaság és a Lengyel Népköztársaság között a polgári, családjogi és bűnügyi jogsegély tárgyában Budapesten, az 1959. évi március hó 6. napján aláírt szerződés módosításáról és kiegészítéséről szóló, Varsóban, az 1980. évi szeptember hó 18. napján aláírt jegyzőkönyv kihirdetéséről
- 1981. évi 25. törvényerejű rendelet 	 az államigazgatási eljárás általános szabályairól szóló 1981. évi I. törvény hatálybalépéséről és egyes jogszabályok módosításáról
- 1981. évi 26. törvényerejű rendelet 	 a Pécsi Tudományegyetem elnevezéséről és a Pécsi Tanárképző Főiskola megszüntetéséről
- 1981. évi 27. törvényerejű rendelet 	 a Magyar Népköztársaság és a Svájci Államszövetség között létrejött, a származási jelzések, eredetmegjelölések és egyéb földrajzi megjelölések oltalmáról szóló szerződés kihirdetéséről
- 1981. évi 28. törvényerejű rendelet 	 a Magyar Népköztársaság és a Mozambiki Népi Köztársaság között 1980. szeptember 24-én Maputóban aláírt Barátsági és Együttműködési szerződés kihirdetéséről
- 1981. évi 29. törvényerejű rendelet 	 az egyesületekről szóló 1970. évi 35. törvényerejű rendelet módosításáról és egységes szövegéről
- 1981. évi 30. törvényerejű rendelet 	 a mezőgazdasági rendeltetésű földek védelméről szóló 1961. évi VI. törvény egyes rendelkezéseinek módosításáról
- 1981. évi 31. törvényerejű rendelet 	 az erdőkről és a vadgazdálkodásról szóló 1961. évi VII. törvény módosításáról
- 1981. évi 32. törvényerejű rendelet 	 a Munka Törvénykönyve módosításáról
- 1981. évi 33. törvényerejű rendelet 	 a fegyveres erők és a fegyveres testületek hivatásos állományának szolgálati viszonyáról szóló 1971. évi 10. törvényerejű rendelet módosításáról

### Minisztertanácsi rendeletek
- 1/1981. (I. 19.) MT rendelet 	 a vízijármű adóról szóló 20/1974. (V. 18.) MT rendelet hatályon kívül helyezéséről
- 2/1981. (I. 31.) MT rendelet 	 a közúti árutovábbítási szerződésekről
- 3/1981. (II. 23.) MT rendelet 	 a Magyar Népköztársaság Kormánya és Spanyolország Kormánya között Madridban, 1980. évi február hó 19. napján aláírt nemzetközi közúti fuvarozási megállapodás kihirdetéséről
- 4/1981. (II. 26.) MT rendelet 	 a Magyar Népköztársaság Kormánya és az Osztrák Szövetségi Kormány között Bécsben, 1980. október 17. napján aláírt idegenforgalmi együttműködési egyezmény kihirdetéséről
- 5/1981. (III. 16.) MT rendelet 	 a fegyveres erők és a fegyveres testületek hivatásos állományú tagjainak nyugdíjáról szóló 22/1971. (VI. 1.) Korm. rendelet módosításáról
- 6/1981. (III. 23.) MT rendelet 	 a Magyar Népköztársaság Kormánya és a Brazil Szövetségi Köztársaság Kormánya között 1979. április 30-án aláírt Kereskedelmi és Fizetési Megállapodás kihirdetéséről
- 7/1981. (III. 31.) MT rendelet 	 a Magyar Népköztársaság Kormánya és a Panamai Köztársaság Kormánya között Panamában, az 1979. évi július hó 16. napján aláírt Kereskedelmi Megállapodás kihirdetéséről
- 8/1981. (IV. 2.) MT rendelet 	 az állami vállalatokról szóló 1977. évi VI. törvény végrehajtásáról rendelkező 4/1978. (I. 18.) MT rendelet módosításáról és kiegészítéséről
- 9/1981. (IV. 2.) MT rendelet 	 a vállalati jövedelemszabályozásról szóló 36/1979. (XI. 1.) MT rendelet módosításáról
- 10/1981. (IV. 2.) MT rendelet 	 a vállalati bérszabályozás, a részesedési alap felhasználás és a magasabb vezető állású dolgozók anyagi érdekeltségi rendszeréről szóló 37/1979. (XI. 1.) MT rendelet módosításáról
- 11/1981. (IV. 12.) MT rendelet 	 a felsőoktatási intézmények nappali tagozatos hallgatóinak az intézményen kívül végzett szakmai gyakorlatáról, továbbá a felsőoktatási intézmények és a gyakorlóhelyek együttműködéséről
- 12/1981. (IV. 27.) MT rendelet 	 a Munka Törvénykönyve végrehajtásáról szóló 48/1979. (XII. 1.) MT rendelet módosításáról
- 13/1981. (V. 6.) MT rendelet 	 a Magyar Népköztársaság Kormánya és Spanyolország Kormánya között Madridban, az 1979. évi november hó 27. napján aláírt, kulturális és tudományos együttműködésről szóló egyezmény kihirdetéséről
- 14/1981. (V. 23.) MT rendelet 	 a Magyar Népköztársaság Kormánya és a Lengyel Népköztársaság Kormánya között a kulturális és tudományos együttműködésről Varsóban, az 1980. évi július hó 9. napján aláírt Egyezmény kihirdetéséről
- 15/1981. (V. 23.) MT rendelet 	 a Magyar Népköztársaság Kormánya és a Jordán Hasemita Királyság Kormánya között Budapesten, az 1979. évi augusztus hó 31. napján aláírt, az egészségügyi együttműködésről szóló egyezmény kihirdetéséről
- 16/1981. (V. 28.) MT rendelet 	 a földtulajdon és a földhasználat továbbfejlesztéséről szóló 1967. évi IV. törvény végrehajtása tárgyában kiadott 36/1967. (X. 11.) Korm. rendelet egyes rendelkezéseinek módosításáról
- 17/1981. (VI. 9.) MT rendelet 	 a polgári repülésről szóló 1981. évi 8. törvényerejű rendelet végrehajtásáról
- 18/1981. (VI. 13.) MT rendelet 	 a nyugellátások és egyéb ellátások évenkénti rendszeres emeléséről szóló rendelkezések módosításáról, valamint a házastársi pótlék összegének felemeléséről
- 19/1981. (VI. 19.) MT rendelet 	 a Magyar Népköztársaság Kormánya és a Ciprusi Köztársaság Kormánya között Budapesten, 1980. május 13. napján aláírt, a Gazdasági, Műszaki és Ipari Együttműködésről szóló hosszú lejáratú Megállapodás kihirdetéséről
- 20/1981. (VI. 19.) MT rendelet 	 a közúti személyszállítási szerződésekről
- 21/1981. (VII. 17.) MT rendelet 	 a külkereskedelmi tevékenységet folytató vállalatok belföldi szerződéseiről szóló 32/1967. (IX. 23.) Korm. rendelet módosításáról
- 22/1981. (VIII. 6.) MT rendelet 	 a Magyar Népköztársaság Kormánya és az Olasz Köztársaság Kormánya között Rómában, 1980. június hó 17. napján aláírt, az idegenforgalmi együttműködésről szóló egyezmény kihirdetéséről
- 23/1981. (VIII. 10.) MT rendelet 	 a Magyar Népköztársaságban és a Jugoszláv Szocialista Szövetségi Köztársaságban kiállított, iskolai végzettséget tanúsító bizonyítványok, valamint oklevelek egyenértékűségének kölcsönös elismeréséről szóló, Budapesten, 1980. évi március hó 7. napján aláírt megállapodás kihirdetéséről
- 24/1981. (VIII. 15.) MT rendelet 	 az építési adóról szóló 23/1975. (VIII. 3.) MT rendelet módosításáról
- 25/1981. (IX. 5.) MT rendelet 	 a kisszövetkezetekről
- 26/1981. (IX. 5.) MT rendelet 	 az ipari és szolgáltató szövetkezeti szakcsoportról
- 27/1981. (IX. 5.) MT rendelet 	 a mezőgazdasági szakcsoportról
- 28/1981. (IX. 9.) MT rendelet 	 a gazdasági munkaközösségekről
- 29/1981. (IX. 14.) MT rendelet 	 egyes ipari és szolgáltató egységek bérletéről
- 30/1981. (IX. 14.) MT rendelet 	 a vállalatok egyes részlegeinek szerződéses üzemeltetéséről
- 31/1981. (IX. 14.) MT rendelet 	 a magánszemélyek gépjárműhasználatáról szóló 3/1980. (II. 6.) MT rendelet módosításáról
- 32/1981. (IX. 25.) MT rendelet 	 a Magyar Népköztársaság Kormánya között és a Bolgár Népköztársaság Kormánya között Szófiában, 1981. évi február hó 13. napján aláírt, az 1981-1985. évi áruforgalomról és az azzal kapcsolatos fizetésekről szóló Egyezmény kihirdetéséről
- 33/1981. (IX. 25.) MT rendelet 	 a Magyar Népköztársaság Kormánya és a Csehszlovák Szocialista Köztársaság Kormánya között Budapesten, 1981. évi január hó 9. napján aláírt, az 1981-1985. évi árucsere-forgalomról és az azzal kapcsolatos fizetésekről szóló Egyezmény kihirdetéséről
- 34/1981. (IX. 25.) MT rendelet 	 a Magyar Népköztársaság Kormánya és a Szocialista Etiópia Ideiglenes Katonai Kormánya között Addis Abebában az 1980. évi szeptember hó 17. napján aláírt kulturális, tudományos és oktatási együttműködési megállapodás kihirdetéséről
- 35/1981. (IX. 25.) MT rendelet 	 a Magyar Népköztársaság Kormánya és a Román Szocialista Köztársaság Kormánya között Budapesten, 1981. évi február 6. napján aláírt, az 1981-1985. évi árucsere-forgalomról és fizetésekről szóló Egyezmény kihirdetéséről
- 36/1981. (IX. 25.) MT rendelet 	 a Magyar Népköztársaság Kormánya és a Kambodzsai Népi Forradalmi Tanács között Phnom Phenben, 1981. évi február 19. napján aláírt, az 1981-1985. évi árucsere-forgalomról és kölcsönös fizetésekről szóló Egyezmény kihirdetéséről
- 37/1981. (IX. 25.) MT rendelet 	 a Magyar Népköztársaság Kormánya és a Laoszi Népi Demokratikus Köztársaság Kormánya között Vientiane-ban, 1980. évi november hó 13. napján aláírt, az 1981-1985. évi árucsere-forgalomról és fizetésekről szóló Egyezmény kihirdetéséről
- 38/1981. (IX. 25.) MT rendelet 	 a Magyar Népköztársaság Kormánya és a Mongol Népköztársaság Kormánya között Ulánbátorban, 1980. évi november hó 13. napján aláírt, az 1981-1985. évekre vonatkozó kölcsönös áruszállításokról és fizetésekről szóló Egyezmény kihirdetéséről
- 39/1981. (IX. 25.) MT rendelet 	 a Magyar Népköztársaság Kormánya és a Vietnami Szocialista Köztársaság Kormánya között Budapesten, 1980. évi november hó 25. napján aláírt, az 1981-1985. évi árucsere-forgalomról és kölcsönös fizetésekről szóló Egyezmény kihirdetéséről
- 40/1981. (IX. 25.) MT rendelet 	 a Magyar Népköztársaság Kormánya és a Szovjet Szocialista Köztársaságok Szövetségének Kormánya között Moszkvában, 1981. évi március hó 27. napján aláírt, az 1981-1985. évi árucsere-forgalomról és fizetésekről szóló Megállapodás kihirdetéséről
- 41/1981. (IX. 25.) MT rendelet 	 a Magyar Népköztársaság Kormánya és a Német Demokratikus Köztársaság Kormánya között Budapesten, 1980. évi december hó 8. napján aláírt, az 1981-1985. években lebonyolításra kerülő kölcsönös áruszállításokról és szolgáltatásokról szóló Egyezmény kihirdetéséről
- 42/1981. (IX. 28.) MT rendelet 	 az állami vállalatokról szóló 1977. évi VI. törvény végrehajtásáról rendelkező 4/1978. (I. 18.) MT rendelet módosításáról
- 43/1981. (IX. 28.) MT rendelet 	 a társadalombiztosítás szervezetének egységesítéséről szóló 1964. évi 6. törvényerejű rendelet végrehajtásáról szóló 16/1964. (VII. 19.) Korm. rendelet módosításáról
- 44/1981. (X. 8.) MT rendelet 	 a magánjellegű, iskolán kívüli oktatásról
- 45/1981. (X. 8.) MT rendelet 	 a vám- és pénzügyőrségre vonatkozó egyes rendelkezések módosításáról
- 46/1981. (X. 8.) MT rendelet 	 a Pénzügyminisztérium Ellenőrzési Főigazgatóságáról
- 47/1981. (X. 8.) MT rendelet 	 az általános jövedelemadóról szóló 42/1971. (XII. 17.) Korm. rendelet módosításáról
- 48/1981. (X. 27.) MT rendelet 	 a vállalati jövedelemszabályozás rendszeréről szóló 36/1979. (XI. 1.) MT rendelet módosításáról és kiegészítéséről
- 49/1981. (X. 27.) MT rendelet 	 a mezőgazdasági üzemek szabályozó rendszeréről szóló 39/1979. (XI. 1.) MT rendelet módosításáról
- 50/1981. (X. 27.) MT rendelet 	 a kisszövetkezetek és a fogyasztási szolgáltató kisvállalatok jövedelemszabályozásáról
- 51/1981. (X. 27.) MT rendelet 	 a társadalombiztosításról szóló 1975. évi II. törvény végrehajtására kiadott 17/1975. (VI. 14.) MT rendelet módosításáról és kiegészítéséről
- 52/1981. (X. 30.) MT rendelet 	 a vállalati bérszabályozás, a részesedési alap felhasználása és a magasabb vezető állású dolgozók anyagi érdekeltségi rendszeréről szóló 37/1979. (XI. 1.) MT rendelet módosításáról
- 53/1981. (XI. 4.) MT rendelet 	 a közületi szervek gépjárműveiről szóló 17/1969. (IV. 24.) Korm. rendelet módosításáról
- 54/1981. (XI. 4.) MT rendelet 	 a kisüzemi termelők árképzéséről és árvetéskészítéséről
- 55/1981. (XI. 14.) MT rendelet 	 a Magyar Népköztársaság Kormánya és a Szovjet Szocialista Köztársaságok Szövetségének Kormánya között Moszkvában, 1981. évi június hó 22. napján aláírt, a határvizekkel kapcsolatos vízgazdálkodási kérdésekről szóló egyezmény kihirdetéséről
- 56/1981. (XI. 18.) MT rendelet 	 a veszélyes hulladékok keletkezésének ellenőrzéséről és az azok ártalmatlanításával kapcsolatos tevékenységekről
- 57/1981. (XI. 19.) MT rendelet 	 a szellemi tevékenységet folytatók jövedelemadójáról szóló 43/1971. (XII. 17.) Korm. rendelet módosításáról
- 58/1981. (XI. 19.) MT rendelet 	 a lakossági adóigazgatási eljárás általános szabályairól
- 59/1981. (XI. 26.) MT rendelet 	 a Magyar Népköztársaság Kormánya és a Mozambiki Népi Köztársaság Kormánya között Maputóban, az 1980. évi szeptember hó 24. napján aláírt kulturális és tudományos együttműködési egyezmény kihirdetéséről
- 60/1981. (XI. 27.) MT rendelet 	 a külföldre utazásról és az útlevelekről szóló 53/1978. (XI. 10.) MT rendelet módosításáról
- 61/1981. (XII. 1.) MT rendelet 	 a Magyar Népköztársaság és az Európai Gazdasági Közösség között a textiltermékek kereskedelméről szóló, Brüsszelben, az 1981. évi július hó 9. napján aláírt Megállapodás kihirdetéséről
- 62/1981. (XII. 1.) MT rendelet 	 a Magyar Népköztársaság és az Európai Gazdasági Közösség között a juh- és kecskeszektorban folytatott kereskedelemről szóló, Genfben, az 1981. évi július hó 10. napján aláírt levélváltás kihirdetéséről
- 63/1981. (XII. 5.) MT rendelet 	 a bíróság által felülvizsgálható államigazgatási határozatokról
- 64/1981. (XII. 8.) MT rendelet 	 a Magyar Népköztársaság Kormánya és a Kubai Köztársaság Kormánya között a növényvédelmi együttműködésről szóló megállapodás kihirdetéséről
- 65/1981. (XII. 16.) MT rendelet 	 a Magyar Népköztársaság Kormánya és a Francia Köztársaság Kormánya között Párizsban az 1980. évi április hó 28. napján aláírt, a jövedelem- és a vagyonadók területén a kettős adóztatás elkerüléséről szóló egyezmény kihirdetéséről
- 66/1981. (XII. 16.) MT rendelet 	 a Magyar Népköztársaság Kormánya és a Finn Köztársaság Kormánya között Budapesten az 1978. évi október hó 25. napján aláírt, a jövedelem- és a vagyonadók területén a kettős adóztatás elkerüléséről szóló egyezmény kihirdetéséről
- 67/1981. (XII. 16.) MT rendelet 	 a Magyar Népköztársaság Kormánya és a Norvég Királyság Kormánya között Oslóban az 1980. évi október hó 21. napján aláírt, a jövedelem- és a vagyonadók területén a kettős adóztatás elkerüléséről szóló egyezmény kihirdetéséről
- 68/1981. (XII. 17.) MT rendelet 	 az Általános Preferenciális Rendszer keretében a fejlődő országok áruira nyújtandó vámkedvezményekre vonatkozó egységesített származási szabályokról szóló, Moszkvában, 1980. évi június hó 5. napján kelt megállapodás kihirdetéséről
- 69/1981. (XII. 27.) MT rendelet 	 a Magyar Népköztársaság Kormánya és a Kambodzsai Népi Forradalmi Tanács között Budapesten, az 1980. évi november hó 27. napján aláírt, a kulturális és tudományos együttműködésről szóló egyezmény kihirdetéséről
- 70/1981. (XII. 28.) MT rendelet 	 az újításokról szóló 38/1974. (X. 30.) MT rendelet módosításáról
- 71/1981. (XII. 28.) MT rendelet 	 a szolgálati találmányért járó díjazásról és a találmányokkal kapcsolatos egyes intézkedésekről szóló 45/1969. (XII. 29.) Korm. rendelet módosításáról
- 72/1981. (XII. 29.) MT rendelet 	 a mezőgazdasági rendeltetésű földek védelméről szóló 1961. évi VI. törvény végrehajtásáról rendelkező 38/1977. (X. 12.) MT rendelet módosításáról
- 73/1981. (XII. 29.) MT rendelet 	 az erdőkről és a vadgazdálkodásról szóló 1961. évi VII. törvény végrehajtásáról
- 74/1981. (XII. 29.) MT rendelet 	 a szabadságra vonatkozó rendelkezések módosításáról

### Egyéb fontosabb jogszabályok

#### Miniszteri rendeletek
- 2/1981. (I. 23.) BkM rendelet a minőségvédelem egyes kérdéseiről
- 4/1981. (III. 11.) KPM-IpM együttes rendelet a nyomvonal jellegű építmények keresztezéséről és megközelítéséről
- 6/1981. (IV. 12.) MÉM rendelet az állategészségügyről szóló 1981. évi 3. törvényerejű rendelet végrehajtásáról
- 5/1981. (IV. 23.) MM rendelet egyes felsőoktatási intézmények nappali tagozatos hallgatóinak intézményen kívül szervezett szakmai gyakorlatát irányító szakmai gyakorlatvezetők díjazásáról
- 20/1981. (VIII. 6.) ÉVM rendelet a Munka Törvénykönyvének az építésügyi ágazatban történő végrehajtásáról szóló 19/1971. (VI. 25.) ÉVM rendelet módosításáról
- 22/1981. (VIII. 6.) PM-KkM együttes rendelet a vámjog részletes szabályainak megállapításáról és a vámeljárás szabályozásáról szóló 39/1976. (XI. 10.) PM-KkM számú együttes rendelet módosításáról és kiegészítéséről
- 10/1981. (VIII. 10.) BkM rendelet a normalizált veszteség elszámolásáról
- 23/1981. (VIII. 28.) PM rendelet az építési adóról szóló 32/1975. (VIII. 3.) PM rendelet módosításáról
- 9/1981. (IX. 1.) EüM rendelet a Munka Törvénykönyve egyes rendelkezéseinek végrehajtásáról szóló 1/1980. (II. 10.) EüM rendelet módosításáról
- 24/1981. (IX. 14.) PM-MüM együttes rendelet a vállalatok egyes részlegeinek szerződéses üzemeltetéséről szóló 30/1981. (IX. 14.) MT rendelet végrehajtásáról
- 25/1981. (IX. 14.) PM-MüM együttes rendelet a gazdálkodó szervezet egyes részlegeinél alkalmazható költségtérítéses rendszerről
- 10/1981. (IX. 17.) EüM rendelet a munkavédelemről szóló 47/1979. (XI. 30.) MT rendelet végrehajtásáról
- 24/1981. (IX. 23.) ÉVM-MüM-PM együttes rendelet az üzemi étkeztetésről és az étkezési nyersanyagnorma egységesítéséről a kivitelező építőiparban tárgyú 15/1977. (II. 27.) ÉVM-MüM-PM számú együttes rendelet módosításáról
- 13/1981. (IX. 25.) BkM rendelet a kereskedelem és a vendéglátás dolgozóinak leltárhiányért való anyagi felelősségéről szóló 2/1968. (I. 16.) Korm. rendelet végrehajtására kiadott 4/1968. (III. 11.) BkM rendelet kiegészítéséről
- 14/1981. (IX. 26.) MM-MüM együttes rendelet az alsó és középfokú oktatási intézmények pedagógusai és egyéb dolgozói munkabéréről szóló 6/1977. (VII. 27.) OM-MüM együttes rendelet módosításáról
- 17/1981. (IX. 29.) MÉM rendelet a mezőgazdasági termelőszövetkezeti tagok munkakörön és munkaidőn túli munkavégzéséről
- 8/1981. (IX. 29.) MüM rendelet a másodállás, mellékfoglalkozás és munkavégzésre irányuló egyéb jogviszony keretében történő foglalkoztatásról szóló 1/1976. (I. 31.) MüM rendelet módosításáról
- 9/1981. (IX. 29.) MüM rendelet egyes gazdálkodó szervezetekre és kollektív szerződést nem kötő munkáltatókra vonatkozó munkajogi rendelkezésekről
- 10/1981. (IX. 29.) MüM rendelet a bedolgozók foglalkoztatásáról
- 11/1981. (IX. 29.) MüM rendelet a kisiparban foglalkoztatott dolgozók bérezéséről
- 26/1981. (IX. 29.) PM-MüM együttes rendelet a szövetkezetek egyes részlegeinek átalányelszámolásos rendszerben való üzemeltetéséről
- 27/1981. (IX. 29.) PM rendelet a tervszerű devizagazdálkodásról szóló 1974. évi 1. törvényerejű rendelet végrehajtásáról rendelkező 1/1974. (I. 17.) PM rendelet módosításáról
- 29/1981. (IX. 29.) PM rendelet a társasági adóról és a társasági különadóról, valamint a külföldi érdekeltségű belföldi jogi személyek és egyéb szervezetek bérjárulék fizetési kötelezettségéről szóló 35/1978. (XII. 22.) PM rendelet módosításáról
- 30/1981. (IX. 29.) PM rendelet a háztáji és kisegítő gazdaságok jövedelemadójáról szóló 36/1976. (X. 17.) MT rendelet végrehajtására kiadott 38/1976. (X. 31.) PM rendelet módosításáról
- 33/1981. (IX. 29.) PM rendelet a fogyasztói forgalmi adóról és a fogyasztói árkiegészítésről szóló 60/1979. (XII. 24.) PM rendelet módosításáról
- 20/1981. (XI. 19.) MÉM rendelet  A melioráció irányításáról, tervezéséről és ellenőrzéséről
- 8/1981. (XII. 27.) IpM rendelet a Kommunális és Lakóépületek Érintésvédelmi Szabályzatáról
- 21/1981. (XII. 28.) MM rendelet az államigazgatási eljárás általános szabályairól szóló 1957. évi IV. törvény módosításáról és egységes szövegéről rendelkező 1981. évi I. törvénynek a művelődési területen történő alkalmazásáról
- 30/1981. (XII. 30.) MÉM-EÜM együttes rendelet az állati eredetű élelmiszerek élelmiszerhigiéniai vizsgálatáról és ellenőrzéséről

#### Minisztertanácsi határozatok
- 1032/1981. (X. 30.) MT határozat az országos múzeumok felsorolásáról
- 1035/1981. (XII. 5.) MT határozat a Pécsi Janus Pannonius Tudományegyetemen Tanárképző Kar létesítéséről